# Quoziente di Rayleigh
In matematica, in particolare nell'ambito dell'algebra lineare e dell'analisi funzionale, per una data matrice hermitiana {\displaystyle A} e un vettore non nullo {\displaystyle x}, il quoziente di Rayleigh è il numero reale:
{\displaystyle R(A,x):={x^{\dagger }Ax \over x^{\dagger }x}}
dove {\displaystyle x^{\dagger }} indica il vettore trasposto coniugato di {\displaystyle x}. Anche se definito tramite quantità complesse, il quoziente di Rayleigh è sempre reale, essendo {\displaystyle x^{\dagger }Ax} una forma hermitiana ed essendo {\displaystyle x^{\dagger }x=\|x\|^{2}}, dove {\displaystyle \|\cdot \|} indica la norma euclidea. Come verifica, è sufficiente porre {\displaystyle \alpha :=x^{\dagger }Ax} e osservare che, essendo {\displaystyle A^{\dagger }=A}, si ha:
{\displaystyle \alpha ^{\dagger }=x^{\dagger }A^{\dagger }x=x^{\dagger }Ax=\alpha }
ma ciò implica che {\displaystyle \alpha \in \mathbb {R} }.
Si può dimostrare che il quoziente di Rayleigh assume il valore minimo {\displaystyle \lambda _{\min }}, che è il più piccolo autovalore di {\displaystyle A}, quando {\displaystyle x} è il corrispondente autovettore {\displaystyle v_{\min }}. Analogamente, si ha {\displaystyle R(A,x)\leq \lambda _{\max }} e {\displaystyle R(A,v_{\max })=\lambda _{\max }}.
L'immagine del quoziente di Rayleigh è lo spettro di {\displaystyle A}, e il numero {\displaystyle \lambda _{\max }} è il raggio spettrale.

## Matrice delle covarianze
Un caso di particolare importanza si verifica quando la matrice {\displaystyle A} è la matrice delle covarianze. Un tale matrice può essere rappresentata dal prodotto {\displaystyle D'D}, dove {\displaystyle D} è una matrice di dati empirici e {\displaystyle D'} la sua trasposta. Essendo simmetrica, {\displaystyle A} possiede autovalori non negativi e autovettori ortogonali (più precisamente, ortonormalizzabili). Infatti:
{\displaystyle Av_{i}=D'Dv_{i}=\lambda _{i}v_{i}}
{\displaystyle \Rightarrow v_{i}'D'Dv_{i}=v_{i}'\lambda _{i}v_{i}}
{\displaystyle \Rightarrow \left\|Dv_{i}\right\|^{2}=\lambda _{i}\left\|v_{i}\right\|^{2}}
{\displaystyle \Rightarrow \lambda _{i}={\frac {\left\|Dv_{i}\right\|^{2}}{\left\|v_{i}\right\|^{2}}}\geq 0}
ovvero gli autovalori {\displaystyle \lambda _{i}} non sono negativi. Inoltre:
{\displaystyle {\begin{aligned}&\qquad \qquad Av_{i}=\lambda _{i}v_{i}\\&\Rightarrow v_{j}'Av_{i}=\lambda _{i}v_{j}'v_{i}\\&\Rightarrow \left(Av_{j}\right)'v_{i}=\lambda _{j}v_{j}'v_{i}\\&\Rightarrow \lambda _{j}v_{j}'v_{i}=\lambda _{i}v_{j}'v_{i}\\&\Rightarrow \left(\lambda _{j}-\lambda _{i}\right)v_{j}'v_{i}=0\\&\Rightarrow v_{j}'v_{i}=0\end{aligned}}}
ovvero gli autovettori {\displaystyle v_{j}} sono ortogonali (ortonormalizzabili nel caso di autovettori differenti/molteplici).
Per mostrare che il quoziente di Rayleigh è massimizzato dall'autovettore relativo al più grande autovalore (raggio spettrale), si consideri la decomposizione di un generico vettore {\displaystyle x} nella base degli autovettori {\displaystyle v_{i}}:
{\displaystyle x=\sum _{i=1}^{n}\alpha _{i}v_{i}}
dove:
{\displaystyle \alpha _{i}={\frac {x'v_{i}}{v_{i}'v_{i}}}={\frac {\langle x,v_{i}\rangle }{\left\|v_{i}\right\|^{2}}}}
è la coordinata di {\displaystyle x} proiettata ortogonalmente su {\displaystyle v_{i}}. Quindi si ha:
{\displaystyle R(A,x)={\frac {x'D'Dx}{x'x}}={\frac {\left(\sum _{j=1}^{n}\alpha _{j}v_{j}\right)'\left(D'D\right)\left(\sum _{i=1}^{n}\alpha _{i}v_{i}\right)}{\left(\sum _{j=1}^{n}\alpha _{j}v_{j}\right)'\left(\sum _{i=1}^{n}\alpha _{i}v_{i}\right)}}}
che per la mutua perpendicolarità degli autovettori diventa:
{\displaystyle R(A,x)={\frac {\sum _{i=1}^{n}\alpha _{i}^{2}\lambda _{i}}{\sum _{i=1}^{n}\alpha _{i}^{2}}}=\sum _{i=1}^{n}\lambda _{i}{\frac {(x'v_{i})^{2}}{(x'x)(v_{i}'v_{i})}}}
ovvero il quoziente di Rayleigh è la somma dei coseni al quadrato degli angoli formati tra {\displaystyle x} e gli autovettori {\displaystyle v_{i}}, pesata per i rispettivi autovalori.
Se un vettore {\displaystyle x} massimizza {\displaystyle R(A,x)}, allora anche ogni scalare non nullo {\displaystyle kx} massimizza {\displaystyle R} e pertanto il problema può essere ridotto al metodo di Lagrange per massimizzare {\displaystyle \sum _{i=1}^{n}\alpha _{i}^{2}\lambda _{i}}, a condizione che:
{\displaystyle \sum _{i=1}^{n}\alpha _{i}^{2}=1}

### Formulazione tramite moltiplicatori di Lagrange
Questo risultato può essere ricavato anche utilizzando il metodo dei moltiplicatori di Lagrange. Il problema consiste nel trovare i punti critici della funzione:
{\displaystyle R(A,x)=x^{T}Ax}
soggetta al vincolo {\displaystyle \|x\|^{2}=x^{T}x=1}. Si tratta cioè di trovare i punti critici di:
{\displaystyle {\mathcal {L}}(x)=x^{T}Ax-\lambda \left(x^{T}x-1\right)}
dove {\displaystyle \lambda } è un moltiplicatore di Lagrange. Il punto stazionario di {\displaystyle {\mathcal {L}}(x)} si verifica quando:
{\displaystyle {\frac {d{\mathcal {L}}(x)}{dx}}=0}
{\displaystyle \Rightarrow 2x^{T}A^{T}-2\lambda x^{T}=0}
{\displaystyle \Rightarrow Ax=\lambda x}
e:
{\displaystyle R(A,x)={\frac {x^{T}Ax}{x^{T}x}}=\lambda {\frac {x^{T}x}{x^{T}x}}=\lambda }
Quindi, gli autovettori {\displaystyle x_{1},\cdots ,x_{n}} di {\displaystyle A} sono i punti critici del quoziente di Rayleigh e i rispettivi autovalori {\displaystyle \lambda _{1},\cdots ,\lambda _{n}} sono i valori stazionari di {\displaystyle R}.

## Utilizzo nella teoria di Sturm-Liouville
La teoria di Sturm-Liouville studia l'azione dell'operatore lineare:
{\displaystyle L(y)={\frac {1}{w(x)}}\left(-{\frac {d}{dx}}\left[p(x){\frac {dy}{dx}}\right]+q(x)y\right)}
sullo spazio prehilbertiano definito da:
{\displaystyle \langle {y_{1},y_{2}}\rangle =\int _{a}^{b}w(x)y_{1}(x)y_{2}(x)\,dx}
composto da funzioni che soddisfano alcune specifiche condizioni al contorno in {\displaystyle a} e {\displaystyle b}. In tal caso il quoziente di Rayleigh è:
{\displaystyle {\frac {\langle {y,Ly}\rangle }{\langle {y,y}\rangle }}={\frac {\int _{a}^{b}y(x)\left(-{\frac {d}{dx}}\left[p(x){\frac {dy}{dx}}\right]+q(x)y(x)\right)dx}{\int _{a}^{b}{w(x)y(x)^{2}}dx}}}
Talvolta è presentato in una forma equivalente, ottenuta separando l'integrale al numeratore e utilizzando l'integrazione per parti:
{\displaystyle {\begin{aligned}{\frac {\langle {y,Ly}\rangle }{\langle {y,y}\rangle }}&={\frac {\left\{\int _{a}^{b}y(x)\left(-{\frac {d}{dx}}\left[p(x)y'(x)\right]\right)dx\right\}+\left\{\int _{a}^{b}{q(x)y(x)^{2}}\,dx\right\}}{\int _{a}^{b}{w(x)y(x)^{2}}\,dx}}\\&={\frac {\left\{\left.-y(x)\left[p(x)y'(x)\right]\right|_{a}^{b}\right\}+\left\{\int _{a}^{b}y'(x)\left[p(x)y'(x)\right]\,dx\right\}+\left\{\int _{a}^{b}{q(x)y(x)^{2}}\,dx\right\}}{\int _{a}^{b}w(x)y(x)^{2}\,dx}}\\&={\frac {\left\{\left.-p(x)y(x)y'(x)\right|_{a}^{b}\right\}+\left\{\int _{a}^{b}\left[p(x)y'(x)^{2}+q(x)y(x)^{2}\right]\,dx\right\}}{\int _{a}^{b}{w(x)y(x)^{2}}\,dx}}\end{aligned}}}

## Generalizzazione
Per una data coppia di matrici {\displaystyle (A,B)} e per un dato vettore {\displaystyle x\neq {\vec {0}}}, il quoziente di Rayleigh generalizzato è definito come:
{\displaystyle R(A,B;x):={\frac {x^{*}Ax}{x^{*}Bx}}}
Il quoziente di Rayleigh generalizzato può essere ridotto al quoziente di Rayleigh {\displaystyle R(D,C^{*}x)} attraverso la trasformazione {\displaystyle D=C^{-1}A{C^{*}}^{-1}}, dove {\displaystyle CC^{*}} è la decomposizione di Cholesky della matrice hermitiana {\displaystyle B} definita positiva.